# Yeji
Yeji là một thị xã ở Ghana là thủ phủ của huyện Pru trong vùng Brong-Ahafo ở Ghana. Yeji nằm ở phía đông bắc của Vùng Brong-Ahafo, và liền kề với hồ Volta. Yeji được kết nối bởi xa lộ với Ejura và Kwadjokrom. Nó có dân số 29.515 tại cuộc điều tra dân số năm 2010.
Yeji và môi trường xung quanh tạo thành quê hương của một nhánh của Chumburu, người cũng có một khu vực truyền thống ở vương quốc Chumburung, ở phía bên kia của Hồ Volta. Họ nói ngôn ngữ Chumburung, nhưng phương ngữ Yeji hoàn toàn khác với ngôn ngữ được nói trong chính Chumburung. Ngoài người Chumburu, Kokomba, Gonjas và những người khác cũng có nguồn gốc ở Yeji.